# Эркебаев, Абдыганы Эркебаевич
Абдыганы Эркебаевич Эркебаев (кирг. Абдыганы Эркебаевич Эркебаев; род. 1 сентября 1953, Кара-Тейит, Ошская область) — киргизский политик, учёный и писатель. Депутат Жогорку Кенеш (1990—2005), председатель нижней палаты ЖК (1997—2000), председатель верхней палаты ЖК (2000—2005), министр печати и информации Кыргызстана (1991—1992), губернатор Ошской области (1993—1995). Директор Института языка и литературы Академии наук Киргизской ССР (1988—1992), действительный член Национальной академии наук Кыргызстана (1993), президент НАН КР (2012—2017), доктор филологических наук (1992).

## Биография
Родился 1 сентября 1953 года в селе Кара-Тейит, Алайский район, Ошская область, Киргизская ССР, СССР. По национальности киргиз. В 1970 году окончил среднюю школу имени В. И. Ленина в селе Карамык.
В 1970—1975 годах обучался на филологическом факультете Киргизского государственного университета имени 50 летия СССР во Фрунзе (сейчас Бишкек). В 1976—1981 годах обучался в аспирантуре Института мировой литературы Академии наук СССР в Москве. В 1983 году защитил диссертацию на соискание учёной степени кандидата филологических наук.
В 1972 году начал свою литературную деятельность. В 1980 году был избран членом Союза писателей СССР.
В 1982—1985 годы работал преподавателем, потом старшим преподавателем в Киргизском женском педагогическом институте. В 1985—1988 являлся заместителем главного редактора газеты «Кыргызстан маданияты». В 1988 году был избран директором Института языка и литературы Академии наук Киргизской ССР.
В 1992 году защитил диссертацию на соискание учёной степени доктора филологических наук. 21 декабря 1993 года был избран академиком Национальной академии наук Кыргызской Республики (НАН КР). В 2012—2017 годах являлся президентом НАН КР (до 2013 года — исполняющим обязанности).
Опубликовал более 150 научных работ, в том числе 8 книг. Под руководством Эркебаева были защищены две кандидатские диссертации.
Состоит в браке, имеет дочь и двоих сыновей.

### Политическая деятельность
В 1975 году работал лектором отдела пропаганды и культмассовой работы Центрального комитета ЛКСМ Киргизии. С 1983 года являлся членом Коммунистической партии Советского Союза.
В 1990 году был избран депутатом сначала Верховного Совета Киргизской ССР (с 1991 года — Жогорку Кенеш).
В 1991—1992 годах являлся министром печати и информации Кыргызстана. В 1992—1993 годах являлся заместителем премьер-министра Кыргызстана. В 1993—1995 годах являлся губернатором Ошской области.
В 1995 году был избран депутатом Собрания народных представителей (нижней палаты) Жогорку Кенеша (СНП ЖК). Являлся председателем Комитета по социальным вопросам СНП ЖК. В 1997—2000 годах являлся торага (председателем) СНП ЖК. Стал самым молодым спикером парламента Кыргызстана, возглавив его в 43 года.
В 1998—1999 годах являлся председателем Межпарламентского комитета Российской Федерации, Беларуси, Казахстана и Кыргызстана.
В 2000 году был избран депутатом Законодательного собрания (верхней палаты) Жогорку Кенеша (ЗС ЖК) по партийному списку Союза демократических сил. В 2000—2005 годах являлся торага ЗС ЖК.
В 2005 году безуспешно баллотировался в Жогорку Кенеша по Алайскому избирательному округу, а в 2007 году — по списку партии «Таза коом».
6 апреля 2010 года был задержан Государственным комитетом национальной безопасности Кыргызстана, на следующий день был выпущен на свободу по требованию оппозиции.
В 2010 году входил в Конституционное совещания, готовившее конституционный референдум. В 2010—2011 годах являлся председателем Национальной комиссии по расследованию причин событий в Оше.
В 2019 году был избран председателем совета Ассамблеи народа Кыргызстана.
Являлся координатором Социал-демократической партии Кыргызстана (СДПК) и сопредседателем Союза демократических сил.

## Избранные работы
- Современность и киргизская поэзия. Фрунзе, «Кыргызстан», 1980.
- Контрасты киргизской прозы. Фрунзе, «Кыргызстан», 1983.
- Критика и критики. Фрунзе, «Кыргызстан», 1986.
- От народного эпоса к эпосу литературному. Фрунзе, «Кыргызстан», 1990.
- 1990 год: Приход к власти А. Акаева. Бишкек, «Кыргызстан», 1997.

## Награды
- Премии Ленинского комсомола Киргизии (1983)[8] за книгу «Современность и киргизская поэзия»[6].
- Медаль «Данк»[8] (1999) за активную парламентскую деятельность[3].
- Орден «Содружество» (25 марта 2002 года, Совет Межпарламентской Ассамблеи государств — участников Содружества Независимых Государств) — за активное участие в деятельности Межпарламентской Ассамблеи и её органов, вклад в укрепление дружбы между народами государств — участников Содружества[9].
- Медаль «В память 300-летия Санкт-Петербурга» (Россия, 2003)[3].
- Медаль «15 лет вывода советских войск из Афганистана» (Россия, 2004)[3].
- Орден «Манас» 2-й степени (30 августа 2011 года)[3].
- Премии «Золотой мост» имени Толегена Айбергенова (Казахстан)[3].